# Nobody's Perfect (álbum)
Nobody's Perfect es un álbum en directo de Deep Purple, lanzado en 1988 por Polydor Records.
Editado originalmente como disco doble en vinilo, o simple en CD, el álbum fue grabado a lo largo de varios conciertos por Europa y EE. UU. durante 1987 y 1988, en el marco de la gira promoción de "The House of Blue Light".
El último tema del disco, "Hush", es una regrabación en estudio por el 20º aniversario de la canción, originalmente incluida en el disco debut "Shades of Deep Purple", de 1968. La portada fue diseñada por el estudio gráfico Hipgnosis. En 1999 Nobody's Perfect fue remasterizado agregando, además, 3 temas extras.

## Lista de canciones
- Todos los temas de Blackmore, Gillan, Glover, Lord & Paice, salvo los indicados.

1. "Highway Star" - 6:10
2. "Strange Kind of Woman" - 7:34
3. "Perfect Strangers" (Blackmore, Gillan, Glover) - 6:25
4. "Hard Lovin' Woman" (Blackmore, Gillan, Glover) - 5:03
5. "Knocking at Your Back Door" (Blackmore, Gillan, Glover) - 11:26
6. "Child in Time" - 10:35
7. "Lazy" - 5:10
8. "Black Night" - 6:06
9. "Woman from Tokyo" - 4:00
10. "Smoke on the Water" - 7:46
11. "Hush" (Joe South) - 3:30

## Personal
- Ian Gillan - voz
- Ritchie Blackmore - guitarra
- Roger Glover - bajo
- Ian Paice - batería
- Jon Lord - teclados